# Wukoki Pueblo
Wukoki Pueblo est un site archéologique du comté de Coconino, dans l'Arizona, aux États-Unis. Il est protégé au sein du Wupatki National Monument.